# Berkaer Straße 19 (Weimar)

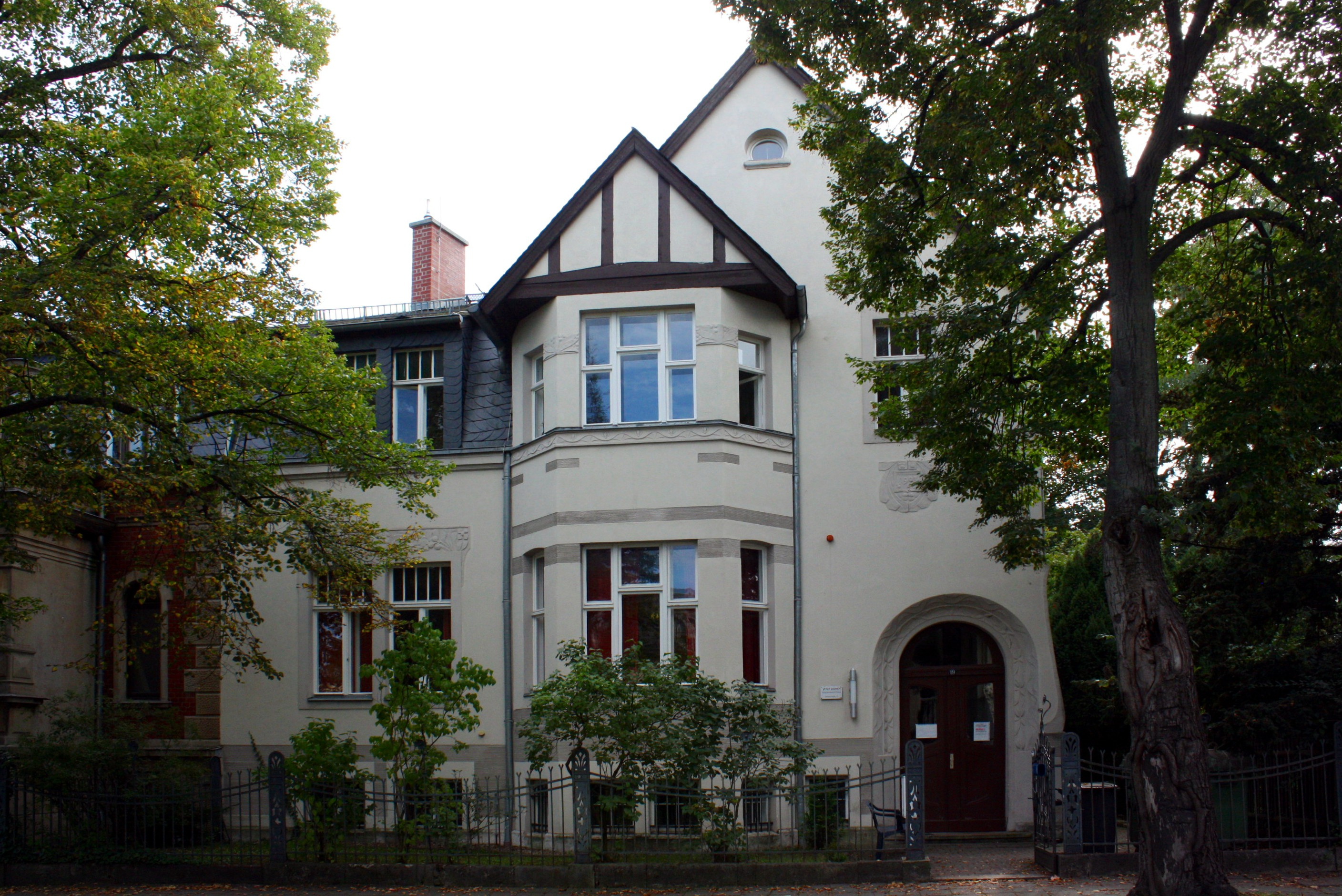
Berkaer Straße 19

Das Haus Berkaer Straße 19 in Weimar ist eine Jugendstilvilla.

## Geschichte
Sie entstand 1903 nach dem Entwurf von Rudolf Zapfe. Auftraggeber war der Maurermeister Karl Köditz. Der zweigeschossige Bau grenzt an die Freiherr-vom-Stein-Allee 2 und ist wie dieses um die Breite des Vorgartens zurückgesetzt. Trotz einer äußerlichen Distinktion ist es etwas an das Erscheinungsbild der Berkaer Straße 15 und 17 angepasst. Der vollständig unterkellerte Steinbau ist zum Großteil aus Bruch- und Backstein errichtet worden. Der Fassadenschmuck ist zurückhaltend durch plastische Ornamente gegliedert und mittels unterschiedlicher Techniken wie Kammzugmuster und durch Reisigbesen abgestufte Flächen. Für die Entstehungszeit ist die freie Gliederung der Bauformen typisch. Im Jahre 1996/97 erfolgte eine Sanierung des Hauses, bei der die Raumgliederung im Inneren teilweise geändert wurde.